# Кольбаев, Кусаин Кольбаевич
Кусаин Кольбаевич Кольбаев (25 ноября 1908, Кёк-Джар, Семиреченская область — 17 февраля 1981, Фрунзе) — киргизский советский политический, государственный и хозяйственный деятель. Первый в Киргизии министр автомобильного транспорта и шоссейных дорог. Первый киргизский инженер.

## Биография
Кусаин Кольбаев родился 25 ноября 1908 года[по какому календарю?] в селе Кёк-Джар (ныне — в Аламудунском районе Чуйской области).
С 1919 по 1923 год воспитывался в детском доме в городе Фрунзе. В 1926 году — студент рабфака. Член ВКП(б) с 1927 года. Сначала окончил Тверской педагогический институт.
Источники утверждают, что он окончил в 1935 году Ленинградский автодорожный институт. Однако в Фонде Р-9368 ЦГА СПб. отсутствует его личное дело.
К. Кольбаев всю трудовую жизнь отдал развитию автотранспорта и строительству дорог Киргизии; работал инженером, начальником участка, заместителем начальника производственно-технического отдела управления «Памирстрой».
Затем был на партийной работе. В 1938 году стал 2-м секретарём ЦК КП(б) Киргизии.
В 1939—1943 г. — народный комиссар автомобильного транспорта Киргизской ССР.
В 1943—1953 работал заместителем народного комиссара земледелия республики и министром коммунального хозяйства Киргизской ССР.
Министр автомобильного транспорта и шоссейных дорог Киргизской ССР (1953—1971).
Вошёл в историю как человек, который развил сеть автомобильных дорог и автотранспортных предприятий, называемых в народе «автобазы». Благодаря профессионализму и настойчивости К. Кольбаева, появились дороги республиканского значения Бишкек — Ош, Бишкек — Торугартский перевал, Бишкек — Талас, Балыкчы — Каракол — Балыкчы, тоннеля через перевал Тёо-Ашуу, мостов через реки Нарын, Ала-Бука и многое другое.
По личной инициативе и под руководством К. Кольбаева был спроектирован и построен автомобильно-дорожный техникум во Фрунзе, открыты факультеты, имеющие отношение к транспорту, и в других киргизских учебных заведениях.
Умер после тяжелой болезни 17 февраля 1981 года в г. Фрунзе.

## Награды
- 3 ордена Трудового Красного Знамени
- орден «Знак Почёта»
- медали СССР.

## Память
- Имя Кусаина Кольбаева с 1994 г. носит улица в Бишкеке.
- В здании Бишкекского автомобильно-дорожного техникума установлен бюст Кусаина Кольбаева.
- Его имя присвоено учебному заведению.
- Имя Кусаина Кольбаева носит тоннель протяженностью 2.5 км на перевале Тоо-Ашуу в Суусамырской долине